# Modicogryllus semiobscurus
Modicogryllus semiobscurus är en insektsart som först beskrevs av Lucien Chopard 1961.  Modicogryllus semiobscurus ingår i släktet Modicogryllus och familjen syrsor. Inga underarter finns listade i Catalogue of Life.